# Біттерфельд-Вольфен
Біттерфельд-Вольфен (нім. Bitterfeld-Wolfen) — місто в Німеччині, розташоване в землі Саксонія-Ангальт. Входить до складу району Ангальт-Біттерфельд.
Утворене 1 липня 2007 року злиттям міст Біттерфельд і Вольфен, до яких також були приєднані території громад Греппін, Гольцвайсіг і Тальгайм.
Площа — 87,55 км2. Населення становить 37 047 ос. (станом на 31 грудня 2021).

## Галерея

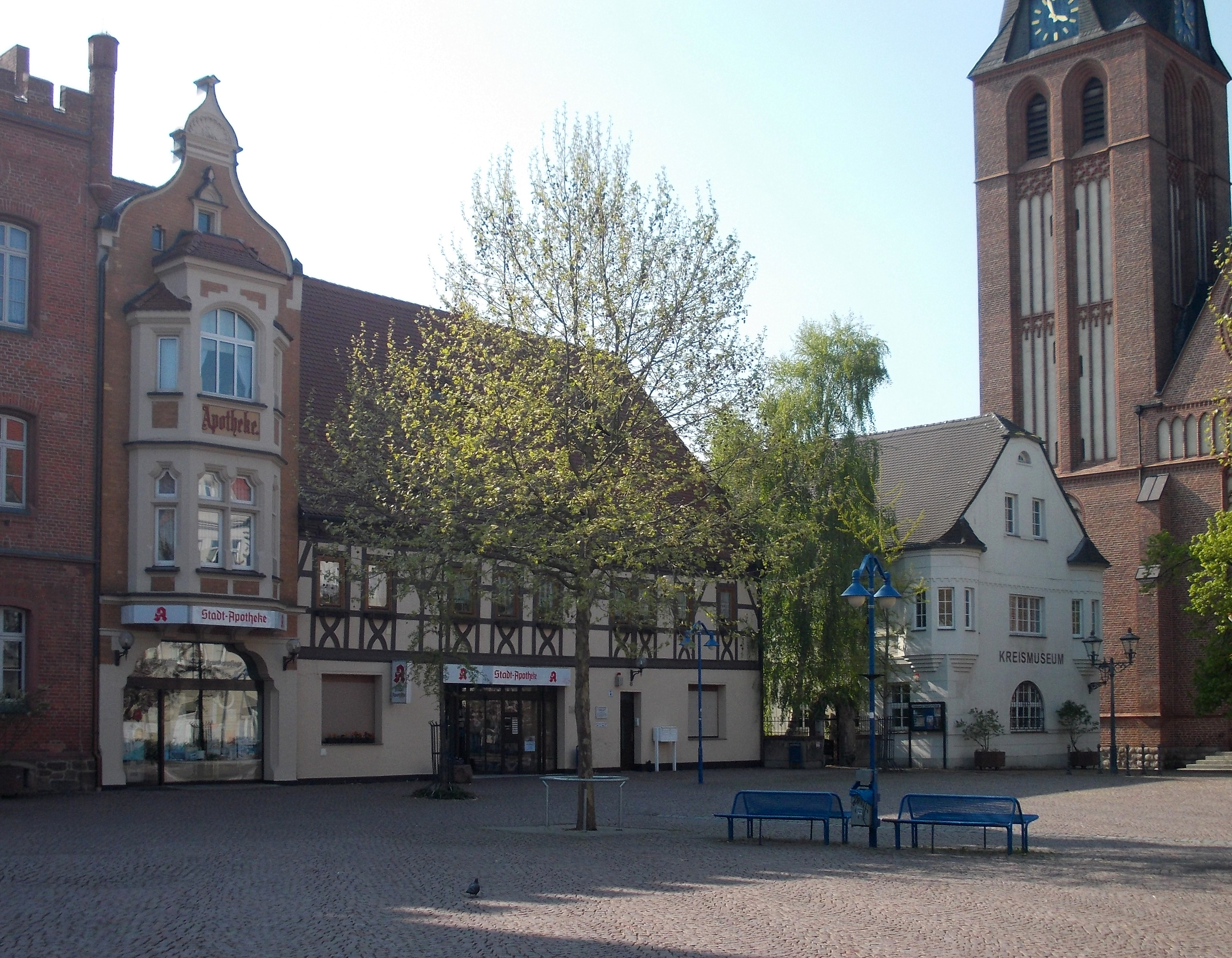
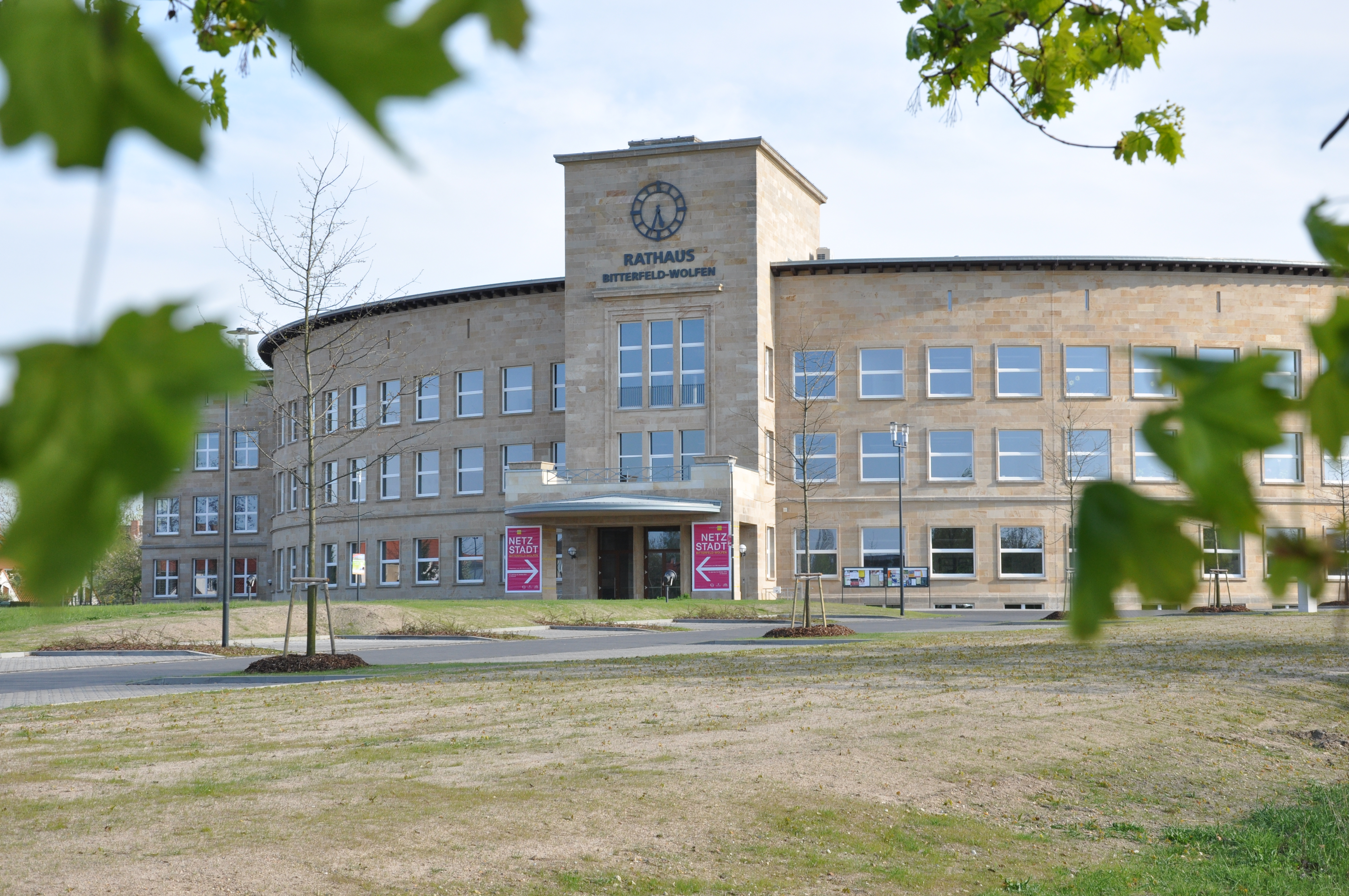
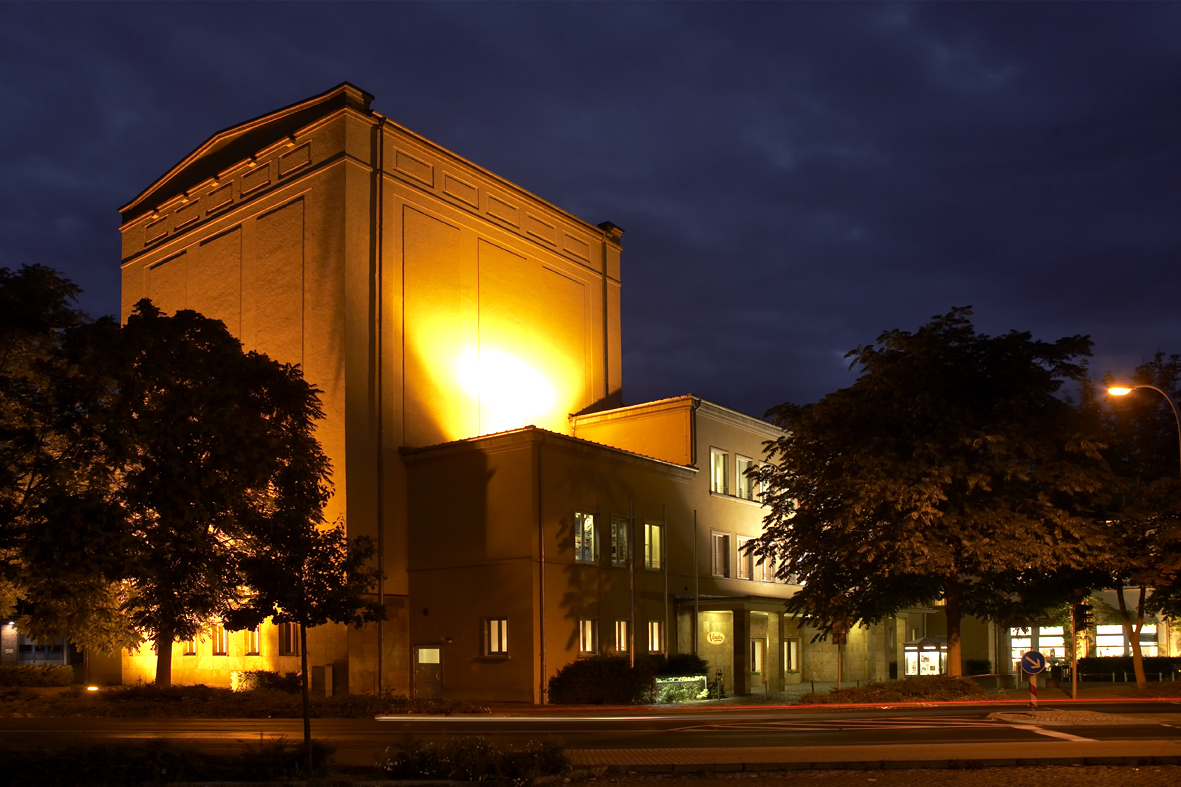
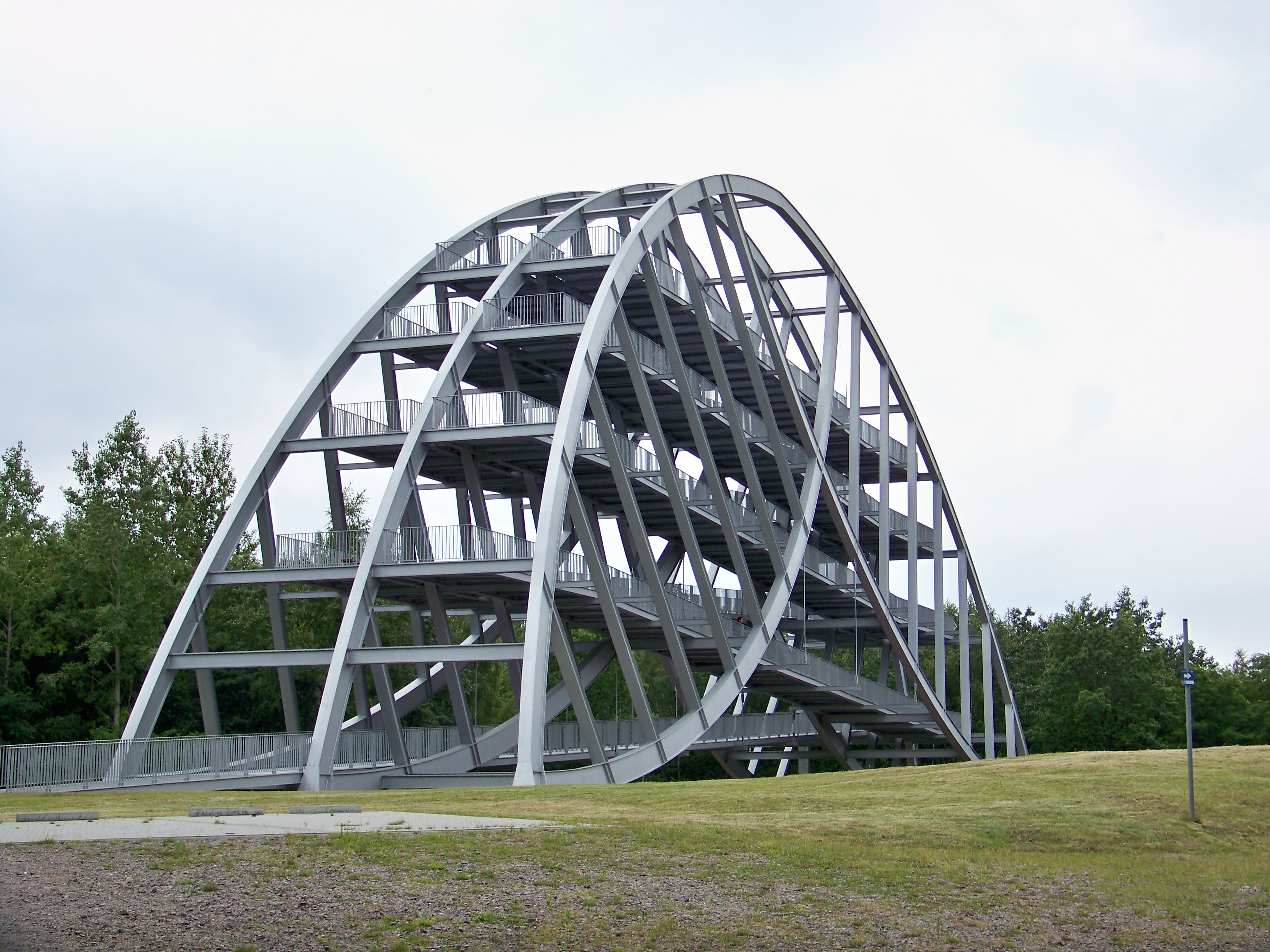
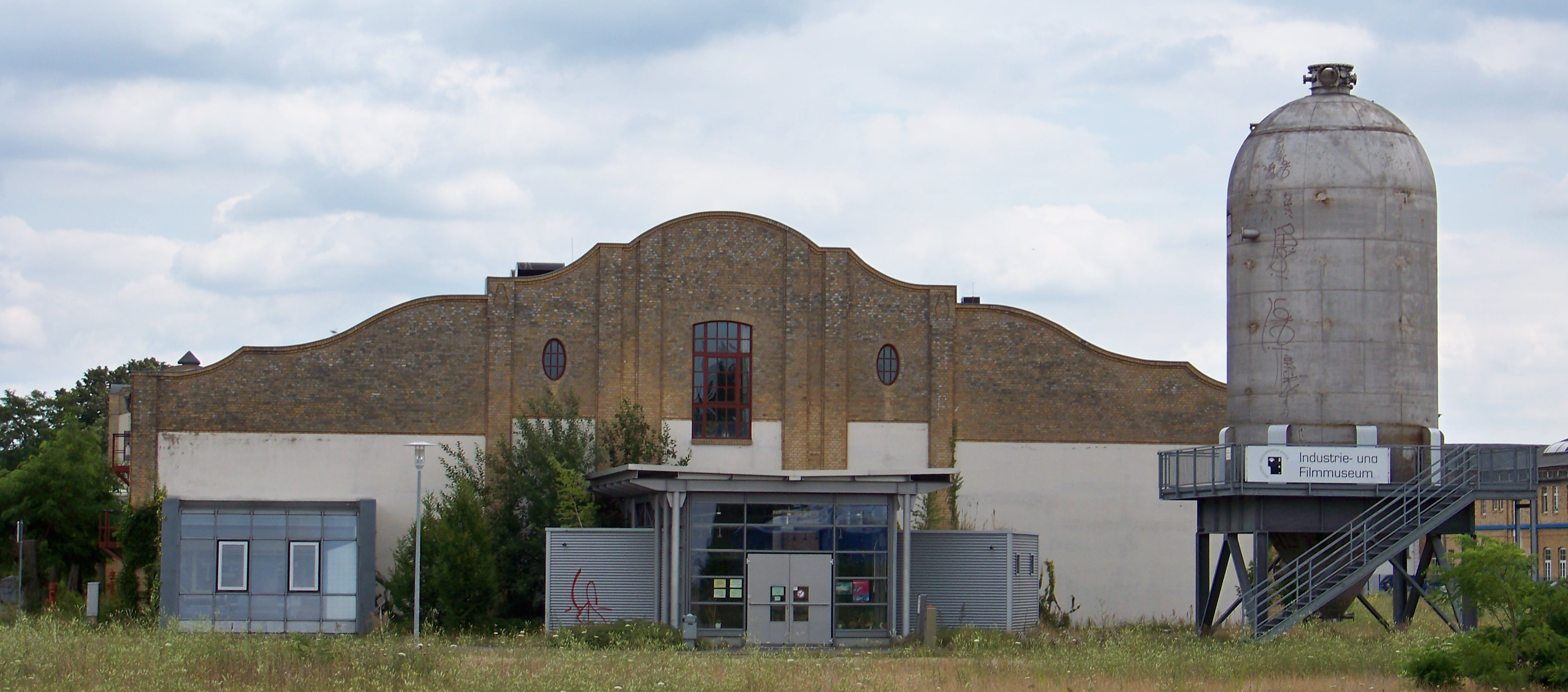
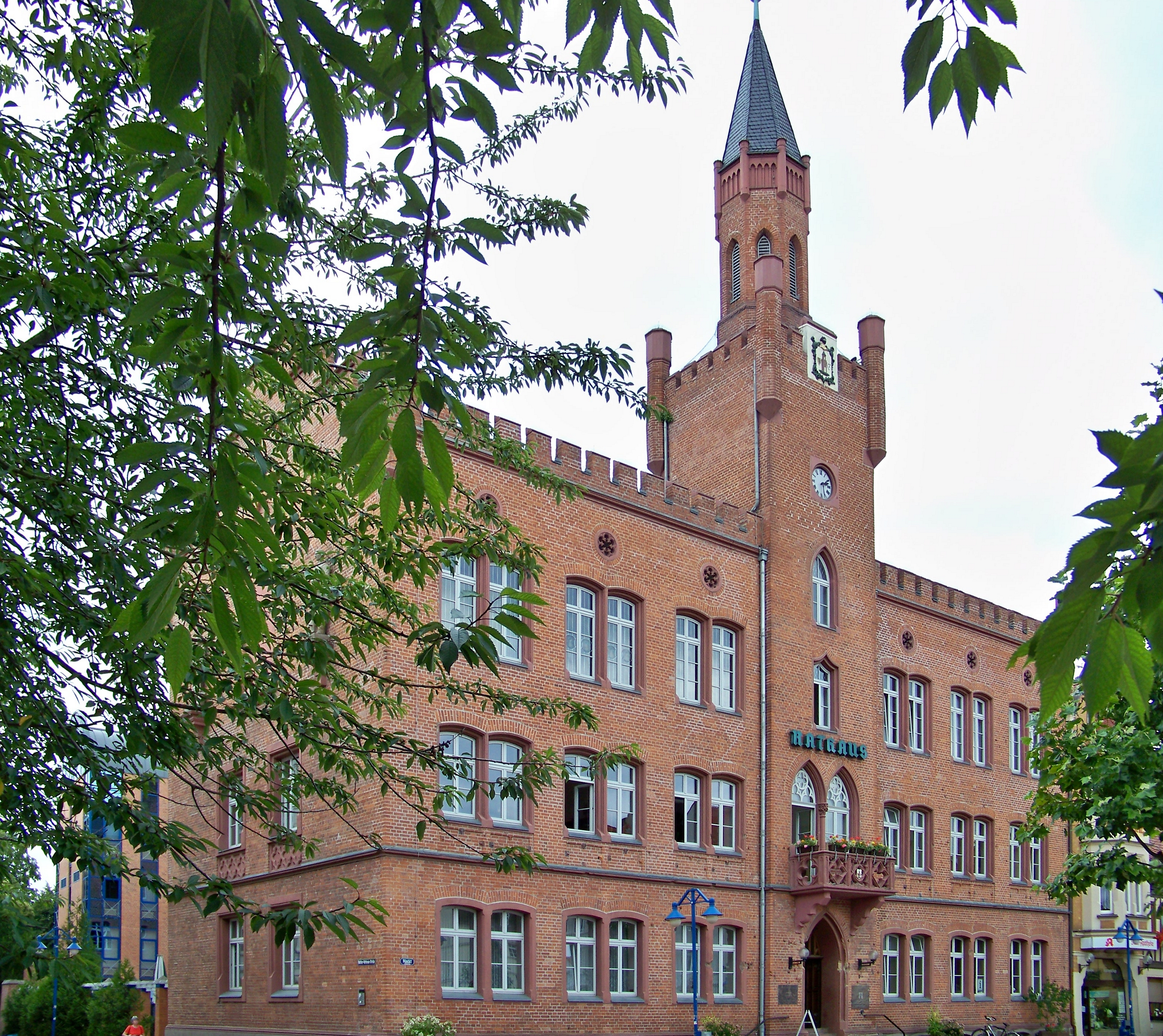